# Yemane Haileselassie
Yemane Haileselassie (* 21. Februar 1998 in Hazega, Maekel) ist ein eritreischer Leichtathlet, der im Cross- und im Hindernislauf antritt.

## Sportliche Laufbahn
Yemane Haileselassie tritt seit seinem 17. Lebensjahr bei internationalen Meisterschaften an. Im März nahm er an den Crosslauf-Weltmeisterschaften in Guiyang teil. Im Juniorenrennen belegte er den 23. Platz und konnte mit seinen Teamkollegen in der Mannschaft die Bronzemedaille gewinnen. Später trat er bei den Afrikaspielen in Brazzaville im Hindernislauf an. In Saisonbestleistung von 8:32,05 min belegte er den sechsten Platz.
Im Juli 2016 trat er bei den U20-Weltmeisterschaften in Bydgoszcz an. Im Finale lief er 8:22,67 min und wurde damit Vizeweltmeister. Anschließend gelang ihm auch für die Olympischen Spiele in Rio de Janeiro die Qualifikation. Dort überstand er den Halbfinallauf und belegte im Finale den elften Platz.
Im Juni 2017 stellte Haileselassie in 8:11,22 min bei einem Meeting in Rom seine persönliche Bestzeit auf und unterbot damit seinen bereits aufgestellten Nationalrekord aus 2016 noch einmal deutlich. Bei den Weltmeisterschaften in London blieb er deutlich hinter dieser Zeit zurück und schied im Vorlauf aus. 2018 trat er bei den Afrikameisterschaften in Asaba an. Im Hindernislauf wurde er Fünfter. Über die 5000 Meter konnte er in 13:49,58 min die Bronzemedaille gewinnen.
In den Saisons 2018 und 2019 konnte er seine Bestzeiten im Hindernislauf nicht bestätigen und scheiterte auch bei den Weltmeisterschaften in Doha im Vorlauf. Bei den Afrikaspielen in Rabat wurde er disqualifiziert. 2021 schaffte er die Qualifikation für seine zweite Teilnahme an den Olympischen Sommerspielen. Wie bereits fünf Jahre zuvor erreichte er das Finale und belegte darin den fünften Platz. 2022 nahm er an den Weltmeisterschaften in den USA teil und erreichte bei seiner dritten Teilnahme als Vierter seines Vorlaufes sein erstes WM-Finale. Das taktisch geprägte Rennen beendete er schließlich auf dem siebten Platz.

## Wichtige Wettbewerbe
| Jahr                | Veranstaltung                 | Ort                 | Platz               | Disziplin             | Zeit/Punkte         |
| Startet für Eritrea | Startet für Eritrea           | Startet für Eritrea | Startet für Eritrea | Startet für Eritrea   | Startet für Eritrea |
| ------------------- | ----------------------------- | ------------------- | ------------------- | --------------------- | ------------------- |
| 2015                | Crosslauf-Weltmeisterschaften | Guiyang             | 23.                 | Juniorenrennen (8 km) | 25:08 min           |
| 2015                | Crosslauf-Weltmeisterschaften | Guiyang             | 3.                  | Junioren-Teamwertung  | 23 Punkte           |
| 2015                | Afrikaspiele                  | Brazzaville         | 6.                  | 3000 m Hindernis      | 8:32,05 min         |
| 2016                | U20-Weltmeisterschaften       | Bydgoszcz           | 2.                  | 3000 m Hindernis      | 8:22,67 min         |
| 2016                | Olympische Spiele             | Rio de Janeiro      | 11.                 | 3000 m Hindernis      | 8:40,68 min         |
| 2017                | Crosslauf-Weltmeisterschaften | Kampala             | 9.                  | Juniorenrennen (8 km) | 23:18 min           |
| 2017                | Weltmeisterschaften           | London              | 28.                 | 3000 m Hindernis      | 8:35,73 min         |
| 2018                | Afrikameisterschaften         | Asaba               | 3.                  | 5000 m                | 13:49,58 min        |
| 2018                | Afrikameisterschaften         | Asaba               | 5.                  | 3000 m Hindernis      | 8:36,58 min         |
| 2019                | Crosslauf-Weltmeisterschaften | Aarhus              | 29.                 | 10 km                 | 33:33 min           |
| 2019                | Afrikaspiele                  | Rabat               |                     | 3000 m Hindernis      | DSQ                 |
| 2019                | Weltmeisterschaften           | Doha                | 23.                 | 3000 m Hindernis      | 8:26,58 min         |
| 2021                | Olympische Sommerspiele       | Tokio               | 5.                  | 3000 m Hindernis      | 8:15,34 min         |
| 2022                | Weltmeisterschaften           | Eugene              | 7.                  | 3000 m Hindernis      | 8:29,40 min         |

## Persönliche Bestleistungen
Freiluft
- 3000 m Hindernis: 8:11,22 min, 8. Juni 2017, Rom, (eritreischer Rekord)
- 5000 m: 13:33,24 min, 18. Juli 2015, Mataró

Straße
- 5-km-Lauf: 13:34 min, 30. April 2022, Herzogenaurach
- 10-km-Lauf: 28:11 min, 23. Juni 2024, Boston
- Halbmarathon: 1:01:34 h, 14. Januar 2024, Houston
- Marathon: 2:08:25 h, 19. Januar 2025, Houston

Halle
- 3000 m: 7:53,79 min, 2. März 2022, Madrid